# Памятник водопроводчику
Памятник водопроводчику (Петрович и ракушка) — памятник; достопримечательность Перми, жанровая городская скульптура, расположенная на одной из центральных улиц города — улице Ленина, в сквере перед офисом "Новогора".

## Описание
Скульптурная композиция выполнена из бронзы и состоит из трёх частей. Первая — непосредственно скульптура водопроводчика, который в народе получил прозвище «Петрович», держащего в руках разводной ключ, только что взятый из стоящего рядом чемоданчика с инструментами. Вторая — водопроводная труба с символическим вентилем, посредством которого можно осуществлять подачу воды. Третья — большая морская раковина, символизирующая думы водопроводчика, его мечты о море, на котором он никогда не был. Считается, что если потереть водопроводчику нос, то дома в кране всегда будет вода. А девушка, которая посидит рядом с Петровичем, очень скоро встретит трудолюбивого жениха с душой романтика.
Памятник открыт 2 сентября 2006 года. Автор скульптурной композиции — Рустам Исмагилов. Открытие скульптуры было приурочено к 120-летию пермского городского водопровода.
Осенью 2022 года памятник демонтировали и перенесли в сквер перед клиентским офисом фирмы "Новогор".
Фото памятника на новом месте:

## Другие памятники водопроводчику
- Памятник водопроводчику в Уссурийске, установлен на ул. Карбышева, 27.
- Памятник водопроводчику в Ангарске, установлен возле административного здания на ул. Гражданская, 5.
- Памятник водопроводчику в Харькове, установлен возле фонтана напротив здания управления КП «Харьковводоканал» на ул. Конторской, 90.
- Памятник водопроводчику в Рыбинске, установлена бронзовая скульптура водопроводчика с разводным ключом в руке, по пояс высовывающегося из канализационного люка.